# Elezioni comunali in Calabria del 1995
Le elezioni comunali in Calabria del 1995 si tennero il 23 aprile (con ballottaggio il 7 maggio) e il 19 novembre (con ballottaggio il 3 dicembre).

## Elezioni dell'aprile 1995

### Provincia di Cosenza

#### Cassano allo Ionio
| Candidati                     | Candidati                 | II turno             | II turno         | I turno | I turno | Liste                                                           | Voti  | %     | Seggi |
| Candidati                     | Candidati                 | Voti                 | %                | Voti    | %       | Liste                                                           | Voti  | %     | Seggi |
| ----------------------------- | ------------------------- | -------------------- | ---------------- | ------- | ------- | --------------------------------------------------------------- | ----- | ----- | ----- |
|                               | Franca Peruzzi ✔️ Sindaca | 6 416                | 65,70            | 5 079   | 49,84   | Popolari                                                        | 1 554 | 16,12 | 4     |
| Lista Civica                  | Franca Peruzzi ✔️ Sindaca | 6 416                | 65,70            | 5 079   | 49,84   | 1 325                                                           | 13,75 | 3     |       |
| Lista Civica                  | Franca Peruzzi ✔️ Sindaca | 6 416                | 65,70            | 5 079   | 49,84   | 1 232                                                           | 12,78 | 3     |       |
| Progressisti                  | Franca Peruzzi ✔️ Sindaca | 6 416                | 65,70            | 5 079   | 49,84   | 883                                                             | 9,16  | 2     |       |
|                               | Salvatore Frasca          | 3 350                | 34,30            | 2 465   | 24,19   | Un Futuro per Cassano                                           | 2 243 | 23,27 | 3     |
| Seggio di coalizione          | Seggio di coalizione      | Seggio di coalizione | 34,30            | 2 465   | 24,19   | 1                                                               |       |       |       |
|                               | Sandro Marano             | Sandro Marano        | Sandro Marano    | 1 325   | 13,00   | Forza Italia-Alleanza Nazionale                                 | 1 166 | 12,10 | 1     |
| Seggio di coalizione          | Seggio di coalizione      | Seggio di coalizione | Sandro Marano    | 1 325   | 13,00   | 1                                                               |       |       |       |
|                               | Vincenzo Zaccaro          | Vincenzo Zaccaro     | Vincenzo Zaccaro | 1 322   | 12,97   | Uniti per lo Sviluppo Economico e Sociale della Piana di Sibari | 1 235 | 12,81 | 1     |
| Seggio di coalizione          | Seggio di coalizione      | Seggio di coalizione | Vincenzo Zaccaro | 1 322   | 12,97   | 1                                                               |       |       |       |
| Totale                        | Totale                    | 9 766                | 100              | 10 191  | 100     |                                                                 | 9 638 | 100   | 20    |
|                               |                           |                      |                  |         |         |                                                                 |       |       |       |
| Fonte: Ministero dell'interno |                           |                      |                  |         |         |                                                                 |       |       |       |

#### Montalto Uffugo
| Candidati                     | Candidati                | II turno             | II turno        | I turno | I turno | Liste                              | Voti  | %     | Seggi |
| Candidati                     | Candidati                | Voti                 | %               | Voti    | %       | Liste                              | Voti  | %     | Seggi |
| ----------------------------- | ------------------------ | -------------------- | --------------- | ------- | ------- | ---------------------------------- | ----- | ----- | ----- |
|                               | Emilio Bianco ✔️ Sindaco | 4 201                | 56,93           | 2 545   | 31,65   | Partito Democratico della Sinistra | 1 509 | 19,38 | 7     |
| Popolari                      | Emilio Bianco ✔️ Sindaco | 4 201                | 56,93           | 2 545   | 31,65   | 539                                | 6,92  | 2     |       |
| Lista Civica                  | Emilio Bianco ✔️ Sindaco | 4 201                | 56,93           | 2 545   | 31,65   | 386                                | 4,96  | 1     |       |
|                               | Eugenio Garrafa          | 3 178                | 43,07           | 2 218   | 27,58   | Alleanza per Montalto              | 1 635 | 21,00 | 3     |
| Centro Cristiano Democratico  | Eugenio Garrafa          | 3 178                | 43,07           | 2 218   | 27,58   | 746                                | 9,58  | 1     |       |
| Seggio di coalizione          | Seggio di coalizione     | Seggio di coalizione | 43,07           | 2 218   | 27,58   | 1                                  |       |       |       |
|                               | Aldo Semeraro            | Aldo Semeraro        | Aldo Semeraro   | 1 505   | 18,72   | Lista Civica                       | 924   | 11,87 | 1     |
| Rifondazione Comunista        | Aldo Semeraro            | Aldo Semeraro        | Aldo Semeraro   | 1 505   | 18,72   | 428                                | 5,50  | –     |       |
| Seggio di coalizione          | Seggio di coalizione     | Seggio di coalizione | Aldo Semeraro   | 1 505   | 18,72   | 1                                  |       |       |       |
|                               | Alberto Rossi            | Alberto Rossi        | Alberto Rossi   | 801     | 9,96    | Alleanza Nazionale                 | 700   | 8,99  | –     |
| Seggio di coalizione          | Seggio di coalizione     | Seggio di coalizione | Alberto Rossi   | 801     | 9,96    | 1                                  |       |       |       |
|                               | Ettore Canonaco          | Ettore Canonaco      | Ettore Canonaco | 506     | 6,29    | Uniti per Montalto (A)             | 463   | 5,95  | 1     |
| Seggio di coalizione          | Seggio di coalizione     | Seggio di coalizione | Ettore Canonaco | 506     | 6,29    | 1                                  |       |       |       |
|                               | Domenico Runco           | Domenico Runco       | Domenico Runco  | 466     | 5,80    | Lista Pannella Riformatori         | 455   | 5,84  | –     |
| Totale                        | Totale                   | 7 379                | 100             | 8 041   | 100     |                                    | 7 785 | 100   | 20    |
|                               |                          |                      |                 |         |         |                                    |       |       |       |
| Fonte: Ministero dell'interno |                          |                      |                 |         |         |                                    |       |       |       |

#### Rende
|                               | Francesco Casciaro ✔️ Sindaco | 10 219               | 51,35 | Lista Civica                    | 3 814  | 19,80 | 7  |  |  |
| Lista Civica                  | Francesco Casciaro ✔️ Sindaco | 10 219               | 51,35 | 2 993                           | 15,54  | 5     |    |  |  |
| Lista Civica                  | Francesco Casciaro ✔️ Sindaco | 10 219               | 51,35 | 2 811                           | 14,60  | 5     |    |  |  |
| Federazione dei Verdi         | Francesco Casciaro ✔️ Sindaco | 10 219               | 51,35 | 884                             | 4,59   | 1     |    |  |  |
|                               | Mario Gonzales                | 6 458                | 32,45 | Forza Italia-Polo Popolare      | 2 730  | 14,18 | 4  |  |  |
| Alleanza Nazionale            | Mario Gonzales                | 6 458                | 32,45 | 2 422                           | 12,58  | 3     |    |  |  |
| Centro Cristiano Democratico  | Mario Gonzales                | 6 458                | 32,45 | 590                             | 3,06   | –     |    |  |  |
| Seggio di coalizione          | Seggio di coalizione          | Seggio di coalizione | 32,45 | 1                               |        |       |    |  |  |
|                               | Eraldo Rizzuto                | 2 319                | 11,65 | Polo Democratico Rende-Popolari | 2 171  | 11,27 | 2  |  |  |
| Seggio di coalizione          | Seggio di coalizione          | Seggio di coalizione | 11,65 | 1                               |        |       |    |  |  |
|                               | Elio Corrente                 | 904                  | 4,54  | Rifondazione Comunista          | 844    | 4,38  | –  |  |  |
| Seggio di coalizione          | Seggio di coalizione          | Seggio di coalizione | 4,54  | 1                               |        |       |    |  |  |
| Totale                        | Totale                        | 19 900               | 100   |                                 | 19 259 | 100   | 30 |  |  |
|                               |                               |                      |       |                                 |        |       |    |  |  |
| Fonte: Ministero dell'interno |                               |                      |       |                                 |        |       |    |  |  |

### Provincia di Reggio Calabria

#### Gioia Tauro
| Candidati                     | Candidati                  | II turno                   | II turno                   | I turno | I turno | Liste                              | Voti  | %     | Seggi |
| Candidati                     | Candidati                  | Voti                       | %                          | Voti    | %       | Liste                              | Voti  | %     | Seggi |
| ----------------------------- | -------------------------- | -------------------------- | -------------------------- | ------- | ------- | ---------------------------------- | ----- | ----- | ----- |
|                               | Aldo Alessio ✔️ Sindaco    | 4 691                      | 51,37                      | 3 103   | 30,72   | Partito Democratico della Sinistra | 1 986 | 20,65 | 9     |
| Socialisti Italiani           | Aldo Alessio ✔️ Sindaco    | 4 691                      | 51,37                      | 3 103   | 30,72   | 718                                | 7,46  | 3     |       |
|                               | Maria Rosaria Pedullà      | 4 440                      | 48,63                      | 2 540   | 25,15   | Forza Italia-Alleanza Nazionale    | 2 413 | 25,09 | 2     |
| Seggio di coalizione          | Seggio di coalizione       | Seggio di coalizione       | 48,63                      | 2 540   | 25,15   | 1                                  |       |       |       |
|                               | Giovanbattista Bentivoglio | Giovanbattista Bentivoglio | Giovanbattista Bentivoglio | 2 375   | 23,51   | Centro Cristiano Democratico       | 2 352 | 24,45 | 2     |
| Seggio di coalizione          | Seggio di coalizione       | Seggio di coalizione       | Giovanbattista Bentivoglio | 2 375   | 23,51   | 1                                  |       |       |       |
|                               | Giuseppe Luppino           | Giuseppe Luppino           | Giuseppe Luppino           | 2 082   | 20,61   | Partito Popolare Italiano          | 2 150 | 22,35 | 1     |
| Seggio di coalizione          | Seggio di coalizione       | Seggio di coalizione       | Giuseppe Luppino           | 2 082   | 20,61   | 1                                  |       |       |       |
| Totale                        | Totale                     | 9 131                      | 100                        | 10 100  | 100     |                                    | 9 619 | 100   | 20    |
|                               |                            |                            |                            |         |         |                                    |       |       |       |
| Fonte: Ministero dell'interno |                            |                            |                            |         |         |                                    |       |       |       |